# السوداء (الملاح)

تعديل مصدري - تعديل

السوداء هي إحدى قرى عزلة الملاح بمديرية الملاح التابعة لمحافظة لحج، بلغ تعداد سكانها 734 نسمة حسب تعداد اليمن لعام 2004.